# Falcon Heavy
Falcon Heavy er en genbrugelig flertrins-raket til supertunge nyttelaster, designet og fremstillet af SpaceX. Raketten (der tidligere blev omtalt som Falcon 9 Heavy) er en variant af Falcon 9-raketten; den er opbygget af en forstærket Falcon 9 som kerne, med yderligere to Falcon 9 som boosterraketter. Med Falcon Heavy er den øvre grænse for nyttelast til lavt jordkredsløb blevet hævet til 63.800 kg; grænsen var tidligere henholdsvis 22.800 kg for Falcon 9 og 27.500 kg for NASAs nu pensionerede rumfærge. Falcon Heavy var fra start designet til at flyve mennesker til rummet, herunder til både Månen og Mars. Pr. 5. februar 2018 er der dog ingen planlagte missioner, der involverer en besætning. Falcon Heavy forventes i stedet brugt til at fragte last som for eksempel store satellitter.
Den 6. februar 2018 kl. 15.45 EST opsendte SpaceX Falcon Heavy for første gang. Opsendelsen skete fra Kennedy Space Center i Florida, USA. På jomfrurejsen medbragte Falcon Heavy den røde Tesla Roadster som SpaceX's grundlægger Elon Musk havde stillet til rådighed til formålet. Bag rattet i bilen, der nu er bragt i kredsløb om Solen, sidder en mannequin iført rumdragt. Denne mannequin har fået kælenavnet Starman.